# Gustav Neuhaus
Gustav Neuhaus (* 11. Oktober 1866 in Düsseldorf; † 28. Februar 1942 in Bodolz), Dr. jur., war ein deutscher Jurist und Sprachwissenschaftler der Afrikanistik.

## Leben
Neuhaus, Sohn der Eheleute Eduard Neuhaus und Bertha Dellmann, studierte Rechtswissenschaft an den Universitäten München, Königsberg und Berlin und begann auch in Berlin im Jahr 1888 seine berufliche Laufbahn am „Seminar für Orientalische Sprachen“. Dort lernte er bei Carl Gotthilf Büttner (1848–1893) die Swahili-Sprache (auch: Suaheli).
Im Jahr 1892 wurde er von der Kolonialabteilung des Auswärtigen Amtes nach Deutsch-Ostafrika gesandt, wo er, 1893 zum „Dragoman“ ernannt, zunächst von Gouverneur Friedrich Radbod Freiherr von Scheele (1847–1904) als Zivil-Adjutant eingesetzt wurde. Später wurde er im Verwaltungsdienst und als Richter in Dar es Salaam und in Pangani beschäftigt.
Von 1895 bis 1900 wirkte er als Nachfolger Büttners in Berlin am „Seminar für Orientalische Sprachen“ für Swahili. Anschließend wurde er noch einmal nach Ostafrika entsandt, wo er als etatmäßiger Bezirksamtmann und später als kaiserlicher Bezirksrichter tätig war.
Nachdem er wegen Tropenuntauglichkeit 1908 pensioniert worden war, wurde er Rechtsanwalt in Berlin, war aber gleichzeitig vielfältig tätig. Im Jahr 1931 reiste er noch einmal nach Ostafrika, was er in seiner Publikation Suaheliland, wie ich es wiederfand beschreibt.
Die Wissenschaft kennt Neuhaus durch die Herausgabe von Swahili-Schriftenstücken auf Arabisch, die heute in der Handschriftenabteilung der Staatsbibliothek zu Berlin archiviert sind. Mit seinem Lehrbuch Suaheli-Manuskripte in photo-lithographirten Originalen, 1896 in der Lehrbuchreihe des Seminars für Orientalische Sprachen zu Berlin erschienen, wollte Neuhaus angehende deutsche Kolonialbeamte auf ihren Verwaltungsdienst in Deutsch-Ostafrika vorbereiten. Hierzu ließ er die Faksimile (Swahili in arabischer Schrift) abdrucken und versah sie mit sprachlichen und historischen Kommentaren.
Außerdem wurde er durch die Übersetzung und Kommentierung einer alten Swahili-Dichtung über Mohammed bekannt. Philatelisten kennen ihn wegen seiner Studien über die Probleme der Gültigkeit und Anerkennung der im ehemals deutschen Wituland (Deutsch-Witu) herausgegebenen Suaheli-Briefmarken.
Neuhaus war mit Margarete Schmolke verheiratet, die ihn überlebte; er verstarb 1942.